# Pietro Isella
Pietro Isella (Morcote, 1812 – Morcote, 1871) è stato uno scultore svizzero, operante a Genova e a Torino.

## Biografia
Figlio di Domenico e di Luigia Casella di Carona, imparò il mestiere di scultore a Viggiù; in seguito frequentò l'Accademia di belle arti di Brera. Nel 1838 aprì un atelier di scultura ornamentale a Torino, restaurando successivamente gli stucchi del Duomo di Novara e di quello di Vercelli. Realizzò poi gli stucchi nelle stanze della regina del Castello di Moncalieri.
Lavorò anche presso il Castello del Valentino (nel 1858), presso il palazzo reale di Torino, presso la chiesa di San Massimo e presso la stazione ferroviaria di Porta nuova.